# 1997 UJ3
1997 UJ3 är en asteroid i huvudbältet som upptäcktes 26 oktober 1997 av den japanska astronomen Takao Kobayashi vid Ōizumi-observatoriet.
Asteroiden har en diameter på ungefär 6 kilometer och den tillhör asteroidgruppen Agnia.